# Erdwił
Erdvilas – jeden z pogańskich książąt plemion litewskich. Wraz z 21 książętami (w tym przyszłym królem - Mendogiem) zawarł pokój z Rusią Halicką. Kiedy Mendog stał się jedynym władcą Litwy, Erdwił wraz z Towciwiłłem i Wikintem wszczęli bunt przeciw niemu. Zdołał zyskać pomoc Jaćwingów. Przyjął następnie chrzest, dzięki temu wszedł w sojusz z chrześcijańskimi władcami - księciem Danielem Halickim, księciem Rusi Włodzimierzem oraz arcybiskupem ryskim Albertem.